# 周铮
周铮（1910年—1991年），海南琼山人，中华人民共和国政治人物，原中央人民政府华侨事务委员会委员。

## 生平
1954年，当选第一届全国人民代表大会代表。